# Ionexová chromatografie

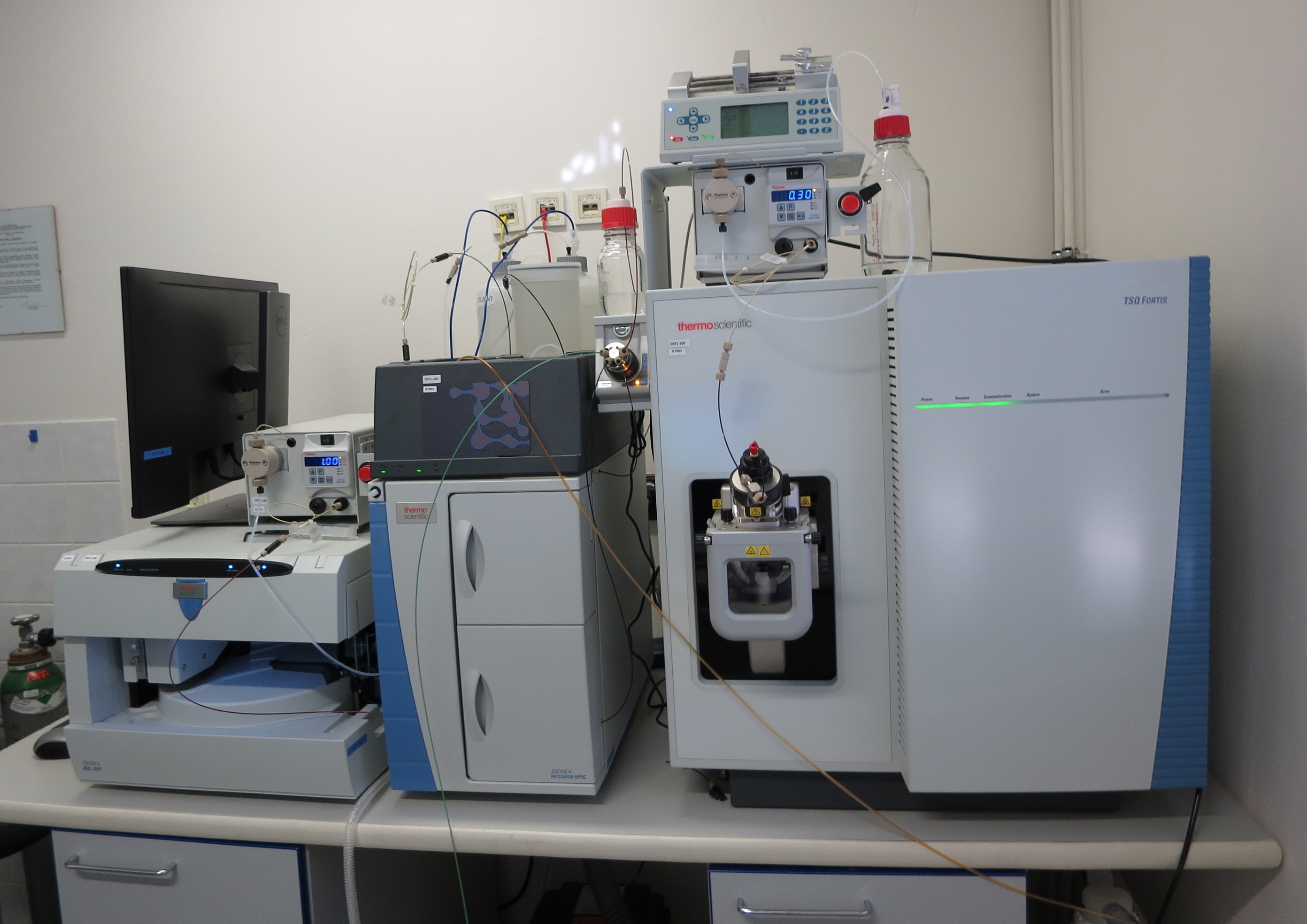
Iontový chromatograf v kombinaci s hmotnostním spektrometrem, který se používá ke stanovení polárních pesticidů (např. glyfosátu) v potravinách v laboratoři SZPI v Praze.

Ionexová chromatografie (chromatografie na iontoměničích) je metoda chromatografie, kde stacionární fáze je ionex.
Při tomto způsobu chromatografie zachycuje sorbent určitý typ iontů výměnou za jiný iont. Podstatou je chemická reakce:
–RY + X– ⇔ –RX + Y– pro anex
–RY + X+ ⇔ –RX + Y+ pro katex
kde Y– a Y+ jsou vyměnitelné ionty, které jsou vázány na funkční skupiny ionexu. Při iontové výměně difundují sorbované ionty z okolního roztoku do ionexu, vytěsňují a vyměňují ekvivalentní množství jiných iontů vázaných na jiných výměnných skupinách. Tento pochod je obousměrný, takže v určitém okamžiku dochází k ustavení rovnováhy. V ionexové chromatografii se však nikdy nevyužívá plná výměnná kapacita ionexu, o celkové rychlosti výměny rozhoduje především difuze kapalinovým filmem a u velmi zředěných roztoků také difuze ionexem.

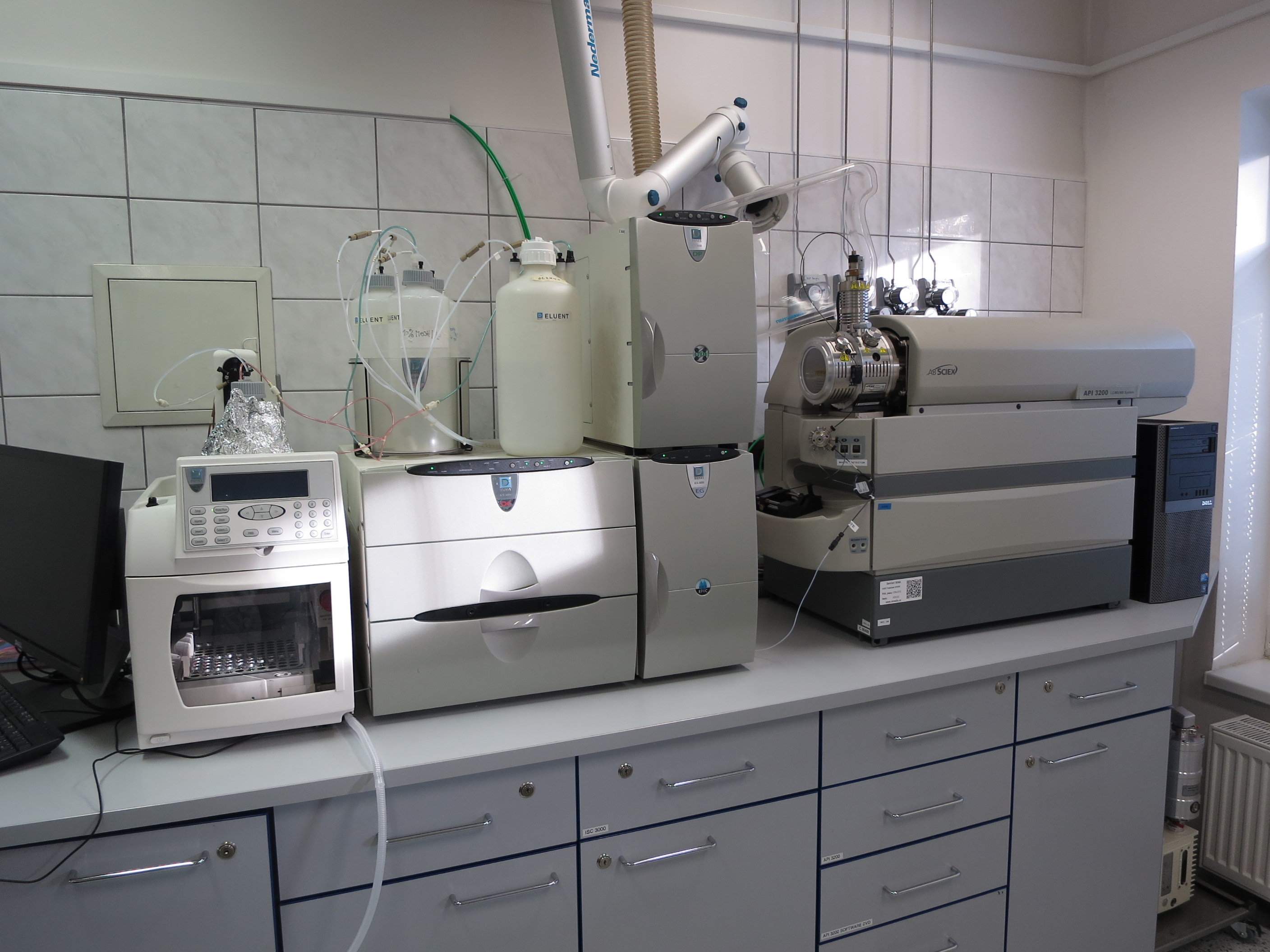
Iontový chromatograf v kombinaci s hmotnostním spektrometrem používaný ke stanovení polárních pesticidů v potravinách v laboratoři SZPI v Praze.

Při technice iontové výměny jde o separaci iontů, proto je vždy používána vodná mobilní fáze. Stacionární fáze (iontoměnič, ionex) je zpravidla makromolekulární matrice obsahující kyselou nebo bazickou funkční skupinu. Katexy jsou iontoměniče s kyselou funkční skupinou (sulfo-kyselina, karboxylová kyselina) nesoucí záporný náboj, anex obsahuje bazickou funkční skupinu (aminoskupinu) a je nositelem kladného náboje. Ion obsažený v ionexu bývá vyměněn za ion obsažený v mobilní fázi nebo ve vzorku a na principu soutěžení ionexu o tyto ionty dochází k separaci.
Podobně probíhá také ligandová výměna, kdy na iontoměniči, obvykle katexu, je zachycen iontovou výměnou vhodný kov, na takto upravenou kolonu se přivádí mobilní fáze obsahující látku schopnou vytvářet s vázaným kovem komplex (ligand). K separaci na jednotlivé složky dochází na základě vzájemné relace stabilit vytvořených komplexů dělených sloučenin a vázaného kovu. Iontoměničová technika se využívá jak při přípravě vzorků pro chromatografické analýzy (SPE), tak v HPLC, zřídka v plošném uspořádání kapalinové chromatografie.